# Hrvatski kulturni klub
Hrvatski kulturni klub hrvatska je udruga čiji ciljevi su njegovanje, razvoj i promicanje svih oblika hrvatskog kulturnog stvaralaštva, promicanje hrvatske kulture u svijetu i skrb za ostvarivanje kulturnih, društvenih i drugih interesa građana.

## Povijest
Preteča Hrvatskog kulturnog kluba je Klub Topusko, osnovan na Kongresu kulturnih radnika Hrvatske u Topuskom 1944. godine. Program kluba od njegova osnutka poticanje je i ostvarivanje programa hrvatskog kulturnog i umjetničkog stvaralaštva kroz organiziranje tribina, promocija, koncerata, izložbi, te akcija u području povezivanja umjetnosti i znanosti s gospodarstvom. Članovi kluba su akademici, znanstvenici, intelektualci, te kulturni i drugi javni djelatnici.
Godine 1990. ime kluba promijenjeno je u Hrvatski kulturni klub. Sjedište kluba u zagrebačkom je Muzeju za umjetnost i obrt.
Dugogodišnji predsjednik kluba bio je Šime Šimatović, a od 2018. predsjednik je Damir Matković.

## Opera u gostima
Uz novčanu potporu Grada Zagreba, klub kroz program „Opera u gostima” promiče hrvatsku kulturu u manje razvijenim sredinama, prvenstveno u područjima koja su stradala tijekom Domovinskog rata. U sklopu ovog programa Hrvatski kulturni klub školskoj djeci siromašnih i u Domovinskom ratu stradalih mjesta kao osnovni instrument glazbenog odgoja donira pijanino te organizira koncerte operne glazbe u izvedbi opernih prvaka. Tijekom godina dodijeljeno je više desetaka pijanina.

## Nagrada
Posebnu pozornost u svom djelovanju klub poklanja prijateljima Hrvatske u svijetu, osobito nastojanjem da ih bude što više kako bi svojim znanstvenim, stručnim i kulturno-umjetničkim potencijalima pridonijeli promicanju hrvatske kulture u svijetu, te zbližavanju hrvatskog naroda s drugim narodima i njihovim kulturama. S tim ciljem, u suradnji s INA-om, od 1994. godine zaslužnim pojedincima i ustanovama dodjeljuje se Nagrada INA-e za promicanje hrvatske kulture u svijetu.